# Pacto de Benidorm
El Pacto de Benidorm fue un acuerdo firmado en dicha ciudad española, el 24 de julio de 1956, entre el liberal Alberto Lleras Camargo y el conservador Laureano Gómez, en representación de sus partidos, con el fin de poner término a la crisis política que se vivía en Colombia.
En su parte sustantiva significó el reconocimiento mutuo de responsabilidades y el inicio de las negociaciones para establecer un sistema que permitiera el reparto igualitario de la administración del Estado. 
El Pacto de Benidorm fue posteriormente ampliado entre sus mismos redactores por medio del Pacto de Marzo, firmado el 20 de marzo de 1957. En este, los liberales y los conservadores ospinistas se opusieron a la reelección de Gustavo Rojas Pinilla para un nuevo período. Con posterioridad a la caída del régimen, se firmó el Pacto de Sitges el 20 de julio de 1957, que estableció las bases del Frente Nacional, que rigió en el país por dieciséis años. 